# Джерело «Кришталеве»
Джерело «Кришталеве»  (колишня назва Джерело «Ленінка») — гідрологічна пам'ятка природи місцевого значення. Розташована на території Сокирянської сільської ради Гайсинського району Вінницької області. Оголошена відповідно до Рішення Вінницького облвиконкому від 29.08.1984 р. № 371. Охороняється жжерело ґрунтової води, що живить струмок, що впадає в р. Удич.